# Kungslena
Kungslena ist ein Ort in der schwedischen Gemeinde Tidaholm. Kungslena liegt etwa 12 Kilometer nordwestlich der Stadt Tidaholm.

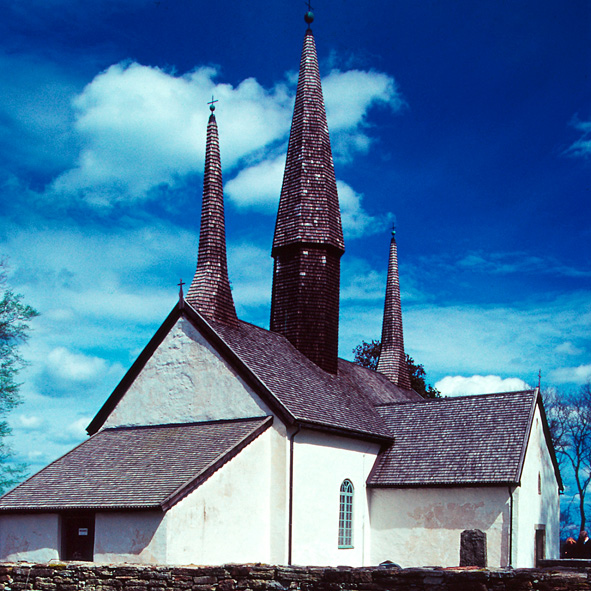
Die Kirche von Kungslena

## Geschichte
Kungslena, ursprünglich bis ins 17. Jahrhundert Lena (etymologisch zurückzuführen auf len in der Bedeutung ‚Abhang’), hat einen gut erhaltenen, etwas altertümlichen Dorfcharakter. Zentrum des Dorfes bilden die mittelalterliche Kirche und der Königshof. Oberhalb des Dorfes liegen auch die Ruinen der mittelalterlichen Burg Lena.
Bei Lena fand 1208 die Schlacht bei Lena statt, an die ein Denkmal im Ort erinnert.

## Söhne und Töchter (Auswahl)
- Fabian Wrede (1760–1824), schwedischer Feldmarschall

## Quelle
1. 1 2  Statistiska centralbyrån: Småorter 2015, byggnader, areal, överlapp tätorter, koordinater (Excel-Datei)